# بياتريس من البرتغال
بياتريس من البرتغال، ملكة قشتالة وليون (7/13 فبراير  1373-1420 ) هي قرينة الملك الثاني لخوان الأول ملك قشتالة الذي تزوجها طمعاً في ورثة عرش البرتغال، هي ابنة الملك الأخير فرديناند الأول ملك البرتغال من أسرة بورغندي وليونورا تيليس دي مينيزيس تزوجت منه في 17 مايو في كاتدرائية بطليوس قيبل وفاة الملك في أكتوبر وكانت آنذاك في العاشرة من العمر، ولما توفي والدها أصبحت والدته الملكة الأم الوصية على العرش مع عشيقها ومما أدى إلى سخط النبلاء الذين دبروا اغتيال هذا العشيق بعد فترة قصيرة من تولي الوصاية من قبل عمها المتمرد الذي ولاد صراع الخلافة ومع ذلك سرعام ما استنجدت الملكة الأم بصهرها الذي غزا البلاد في ديسمبر 1385 أصبحت المعارك بينهم بين كر وفر إلى أن اسنجد القشتاليين بالفرنسيين والبرتغالين بإنجليز والتي انتهت بانتصار حاسم لهما وهزيمة القشتاليين في معركة ألجوباروتا الفاصلة عام 1385. واعلن كورتيس البرتغالي جواو سيد فرسان أفيز ملك البرتغال في كويمبرا مؤسساً بيت جديد في حكم البلاد لمدة ثلاث قرون (1385-1580) وكانوا حكام هذه الأسرة من اعظم حكام البرتغال حيث وصلت نحو القمة بالأفضلهم وايضا تم الأستكشتافات عظيمة في عهد هذه الأسرة أصبحت دولة استعمارية من خلالهم.